# Marc Maron
Marcus David Maron (Jersey City, 27 de setembro de 1963) é um comediante, podcaster, escritor, ator e músico americano.
Nos anos 90 e 2000, Maron foi um convidado frequente do Late Show com David Letterman e foi o comediante de stand-up com mais participações (mais de 40) no Late Night com Conan O'Brien. Foi o apresentador do Short Attention Span Theatre do Comedy Central entre 1993 e 1994, substituíndo Jon Stewart. Maron foi também um convidado frequente no Tough Crowd com Colin Quinn e foi apresentador da versão americana do concurso britânico Never Mind the Buzzcocks, de 2002. Era participante habitual no programa de rádio de esquerda Air America, entre 2004 e 2009. No mundo da rádio, apresentou também o The Marc Maron Show e co-apresentou o Morning Sedition e o Breakroom Live.
Em setembro de 2009, após o cancelamento de Breakroom Live, Maron começou a apresentar o podcast bisemanal WTF com Marc Maron, onde entrevista comediantes, escritores, músicos e celebridades na sua garagem em Highland Park, Los Angeles. Deste, destacam-se: um episódio com Louis C.K. em 2010, classificado como o melhor episódio de podcast de todos os tempos pela revista Slate; uma entrevista em 2012 com o comediante Todd Glass, na qual Glass revelou publicamente ser gay, e uma entrevista em 2015 com o presidente dos Estados Unidos Barack Obama .
Entre 2013 a 2016, protagonizou a sua própria série televisiva de comédia, Maron, da qual também foi produtor executivo e, ocasionalmente, argumentista. De 2017 a 2019, foi um dos personagens principais da série GLOW, da Netflix. Maron também desempenhou um pequeno papel no filme Joker, de 2019 e deu a voz a Mr. Snake no filme Os Mauzões (2022).

## Biografia
Maron nasceu em Jersey City, Nova Jérsia, filho de pai, Barry Ralph Maron, cirurgião ortopédico, e da sua esposa Toby. Tem um irmão mais novo, Craig.
Maron é de origem judaica, com ascendência polaca e ucraniana. Viveu em Wayne, Nova Jérsia até aos 6 anos de idade. O seu pai juntou-se à Força Aérea por 2 anos durante a sua residência médica no Alasca, pelo que Maron e a sua família se mudaram para esse estado americano. Quando o pai deixou a Força Aérea, a família mudou-se para Albuquerque, Novo México, onde Barry iniciou a prática médica. Maron morou em Albuquerque desde o 3º ano de escolaridade até ao fim do ensino secundário, tendo estudado na Highland High School.
Em 1986, Maron completou um B.A. em literatura inglesa na Universidade de Boston.

## Carreira
Maron estreou-se no stand-up em 1987, com 24 anos. A sua carreira como comediante profissional começou no clube de comédia The Comedy Store, em Los Angeles, onde conheceu e trabalhou com Sam Kinison. Posterirmente, mudou-se para Nova Iorque, onde  entrou no mundo de comédia alternativa da cidade. Durante o verão de 1994, participou frequentemente na "noite de microfone aberto" do Boston Comedy Club em Greenwich Village. Participou nos castings do Saturday Night Live em 1995, tendo sido recusado por (segundo Maron) se encontrar sob o efeito de drogas numa reunião com o criador e produtor do programa Lorne Michaels.
Maron continuou a sua carreira como comediante de stand-up, começando também a aparecer na televisão: a sua voz foi usada em episódios de Dr. Katz, Terapeuta Profissionail e foi apresentador do Short Attention Span Theatre. Além disso, gravou especiais de comédia para a HBO e Comedy Central Presents e praticou stand-up em eventos como a angariação de fundos da Cam Neely Foundation, onde também participaram Jon Stewart, Denis Leary e Steven Wright. Participava frequentemente numa série de eventos de stand-up alternativo de nome Eating It, que organizava com Janeane Garofalo no bar Luna Lounge em Lower East Side, Nova Iorque, desde os anos 90 até ao prédio ser demolido em 2005.
O seu primeiro "one-man show", Síndrome de Jerusalém, foi apresentando off-Broadway em 2000 e lançado em forma de livro em 2001. Em 2009, começou a preparar outro destes shows, Scorching the Earth. Segundo Maron, os dois shows "delimitam" a sua relação com a sua segunda esposa, a comediante Mishna Wolff, que terminou num divórcio complicado.

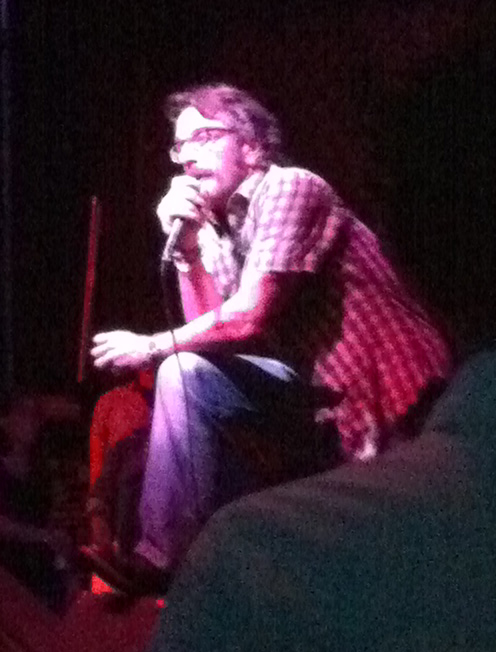
Maron em palco, em 2010

Em maio de 2008, participou na digressão ele fez uma turnê em Stand Uppity: Comédia que Te Faz Sentir Melhor Contigo Mesmo e Superior aos Outros, com Eugene Mirman e Andy Kindler. Em janeiro de 2009, um webcast semanal de 1 hora com Sam Seder que já acontecia desde setembro de 2007, deu origem a Breakroom Live com Maron & Seder, produzido pela Air America. Até ao seu cancelamento em julho de 2009, o programa era transmitido ao vivo, online, todos os dias da semana às 15:00h, sendo todos os episódios arquivados e disponíveis para visualização posterior. No último episódio, o programa teve um tom informal, sendo gravado na sala de descanso da Air America Media. Com as as máquinas de venda automática na proximidade, o webcast era frequentemente interrompido por funcionários em busca de comida ou bebidas. Após cada episódio, Maron e Seder participavam num "chat pós-show" online com os espectadores.

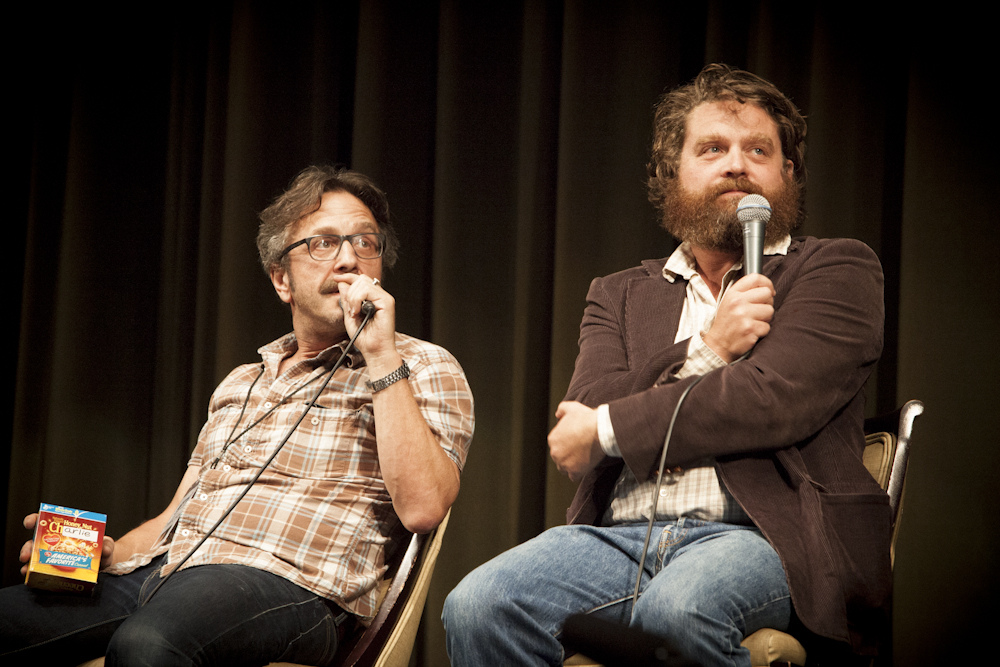
Marc Maron (esquerda) e Zach Galifianakis (direita) no Los Angeles Podcast Festival de 2012

O stand-up de Maron é caraterizado pelo seu compromisso com a auto-revelação e análise cultural, sendo particularmente conhecido pela exploração em palco dos seus próprios relacionamentos familiares, amorosos e com outros comediantes conhecidos. Em outubro de 2013, Maron lançou o seu primeiro especial de 1 hora na Netflix, intitulado Marc Maron: Thinky Pain. Em dezembro de 2015, lançou outro especial, More Later, produzido pela Epix.
O livro de Kliph Nesteroff de 2015, Os Comediantes: Bêbados, Ladrões, Canalhas e a História da Comédia Americana, é dedicado a Maron.

### Rádio
Praticamente desde o primeiro dia de transmissão da rádio liberal Air America em 2004, Maron co-apresentou Morning Sedition, programa de rádio matinal de 3 horas, com Mark Riley. O programa foi único devido à sua utilização de sketches de comédia (tanto em direto como pré-produzidos). O formato era o de sátira de esquerda dos típicos programas matinais de rádio, com personagens recorrentes, e entrevistas, atraindo uma série de ouvintes leais.
A 28 de novembro de 2005, foi anunciado que o contrato de Maron não seria renovado a partir de 1 de dezembro, devido a desentendimentos com Danny Goldberg, então produtor executivo do Air America. Goldberg supostamente "não entendia" a comédia nem concordava que o tom satírico e frequentemente irado usado por Maron e outros escritores (Jim Earl e Kent Jones) fosse ideal para um programa matinal de rádio. A sua última transmissão do Morning Sedition foi a 16 de dezembro de 2005, com o programa a ser cancelado pouco tempo depois.
A 28 de fevereiro de 2006, Maron começou a apresentar The Marc Maron Show, um programa noturno de rádio em Los Angeles, contando com Jim Earl como ajudante. O programa não foi um sucesso, devido à falta de distribuição por parte da Air America (embora existissem cláusulas contratuais com Maron com a promessa de tal) e falta de publicidade ao programa e à stream online onde era também transmitido.
A 5 de julho, foi anunciado que o episódio final do programa seria a 14 de julho. Alguns dias antes dessa data, Maron discutiu em direto o seu desentendimento de longa data com os executivos da Air America Radio.
Em 2008, Marc e Sam Seder decidiram expandir o seu webcast semanal (transmitido no website The Sam Seder Show), criando o programa diário Maron v. Seder, produzido pela Air America Media. A partir de 2009, adotaram o nome Breakroom Live com Maron & Seder. A 15 de julho de 2009, após menos de um ano de transmissão, a Air America Media cancelou o programa. Segundo os apresentadores, o cancelamento ocorreu devido a questões financeiras. Ironicamente, no dia anterior, o programa recebeu pela primeira vez algum tipo de publicidade, quando o MaximumFun.org publicou o podcast de uma entrevista com Maron no The Sound of Young America.
No webcast final de Breakroom Live, Maron disse ser a terceira vez desde 2005 que um executivo da Air America lhe disse que os seus serviços não seriam necessários no futuro imediato. Sam Seder também apontou ser a quarta vez que um dos seus programas era cancelado pela rede.

### Podcast"WTF com Marc Maron"
Devido a uma carreira na comédia em decadência, a 1 de setembro de 2009, Maron começou um podcast bisemanal intitulado WTF com Marc Maron. Numa discussão livre, Maron e os seus convidados abordam tópicos como a carreira dos entrevistados, experiências compartilhadas no passado e histórias de digressões. Em 2020, o programa contava com mais de 1.000 episódios, com convidados notáveis, incluindo Barack Obama, Paul McCartney, Robin Williams, Jerry Seinfeld, Chris Rock, Lorne Michaels, Leonardo DiCaprio e Brad Pitt. O programa é reconhecido pela influência que teve noutros podcasts e programas de entrevistas que surgiram nos anos posteriores à sua estreia. Em abril de 2021, foi anunciado que Maron e o seu produtor Brendan McDonald receberiam o Governors Award, eleitos pela Podcast Academy, pelo seu trabalho em WTF.

### Cinema e televisão
No filme de 2000 Quase Famosos, de Cameron Crowe, desempenha o papel de "promotor furioso". Uma das suas falas ("Tranquem os portões") é usado na introdução dos seus podcasts. Também participou, em 1997, no mocumentário Who's the Caboose?, com Sarah Silverman e Sam Seder. Em 2019, Maron protagonizou o filme de comédia Sword of Trust, realizado por Lynn Shelton. Em 2020, desempenhou o papel de Ron Oberman, publicitário de um jovem David Bowie (interpretado por Johnny Flynn) no filme Stardust - O Nascer de Uma Estrela.
Em 2012, deu voz a Magnus Hammersmith em três episódios de Metalocalypse. Maron apareceu duas vezes como ele mesmo na série televisiva Louie, do seu amigo de longa data Louis C.K..
Maron, uma série de televisão criada e protagonizada por Marc Maron estreou a 3 de maio de 2013. A série é vagamente autobiográfica, seguindo a vida de Maron como um comediante sóbio, duas vezes divorciado com um podcast de comédia na sua garagem, mas estabelecendo muitas diferenças entre o ator e o personagem. A série durou 4 temporadas, de 2013 a 2016, com Marc a participar em todos os 51 episódios. Maron também realizou dois dos episódios: "The Joke" e "Ex-Pod".
Maron desempenhou um papel secundário no filme Joker, de Todd Phillips, protagonizado por Joaquin Phoenix, ao lado de Robert De Niro e Zazie Beetz.
Maron deu a voz ao guaxinim Randl em 12 episódios da série animada Harvey Beaks, do Nickelodeon, em 2015 e 2016. Entrou na série Easy, da Netflix, interpretando o romancista gráfico Jacob Malco. Maron também apareceu em dois episódios da 4ª temporada de Girls, em 2015, desempenhando o papel de Ed Duffield, vereador de Nova Iorque.
De 2017 a 2019, Maron foi um dos protagonistas da série de comédia da Netflix GLOW, sendo nomeado a vários prémios pelo seu papel.
Desempenhou um papel secundário no filme de 2022 Para Leslie, protagonizado por Andrea Riseborough, nomeada para o Óscar de Melhor Atriz Principal pelo seu papel no filme.

### Música
Em 2013, Maron tocou um solo de guitarra na música de protesto "Party at the NSA", da dupla de electropop Yacht. O single foi inspirado pelas divulgações de vigilância global de 2013, e critica o estado dos programas de vigilância governamental nos Estados Unidos. Todos os lucros decorrentes da canção foram doados à Electronic Frontier Foundation.
Maron escreveu e participou na gravação da música para o seu filme Sword of Trust.

## Vida Pessoal
Maron viveu em Astoria, Queens durante os anos 90 e a maioria dos anos 2000, regressando a Los Angeles no final de 2009.
Maron fala abertamente sobre adota e cuida de vários gatos vadios. No podcast "WTF" refere-se frequentemente à sua casa como "Cat Ranch" ("Rancho dos Gatos"). Após o desaparecimento seu gato Boomer, Maron começou a incorporar a catchphrase "Boomer vive!" no final de cada podcast. Quando a gata LaFonda morreu, em dezembro de 2019, Maron substituiu "Boomer vive!" por "LaFonda vive!" por alguns episódios. Quando o gato Monkey morreu em agosto de 2020, passou a concluir o podcast com "Boomer vive, LaFonda, Monkey, gatos anjos em todo o lado!".
Atualmente, Maron mora em Glendale, Los Angeles com os seus dois gatos, Buster Kitten e Sammy.
Maron fala abertamente, tanto na sua rotina de stand-up como no seu podcast, sobre o seu abuso de álcool e drogas durante a década de 90. Está sóbrio desde 9 de agosto de 1999. Maron teve uma amizade de longa data com o comediante Louis C.K., mas repudiou publicamente C.K. após as alegações de conduta sexual imprópria deste se revelarem verdadeiras, em novembro de 2017.
Maron foi casado duas vezes, com Kimberly Reiss e a ex-comediante de stand-up Mishna Wolff. Durante as suas atuações fala frequentemente sobre ambas as relações - no Festival Fringe de Edimburgo, em 2007, Maron abordou a recente separação e divórcio com Wolff.
Num episódio de podcast a 14 de outubro de 2013, Maron anunciou o fim da relação com a sua ex-noiva Jessica Sanchez. Posteriormente teve um relacionamento de 5 meses com Moon Zappa. Mais recentemente, namorou com a artista visual Sarah Cain por vários anos, tendo acabado a relação no início de 2019.
A partir do final de 2019, tornou pública a sua relação com Lynn Shelton. A realizadora foi convidada do seu podcast em 2015 e 2018 e realizou o filme Sword of Trust, em 2019, protagonizado por Maron e Michaela Watkins. Maron e Shelton estiveram juntos até à morte súbita de Shelton, por leucemia mieloide aguda, em maio de 2020.

## Obras e publicações
Livros
- MARON, Marc. A Síndrome de Jerusalém: A Minha Vida como um Messias Relutante. Nova Iorque: Broadway Books, 2001.ISBN 978-0-7679-0810-8
- MARON, Marc. Attempting Normal. Nova Iorque: Spiegel & Grau, 2014.ISBN 978-0-812-98278-7ISBN 978-0-812-98278-7
- Maron, Marc e Brendan McDonald. Waiting for the Punch: Words to Live by, do WTF Podcast. Nova Iorque: Flatiron Books, 2017.ISBN 978-1-250-08888-8ISBN 978-1-250-08888-8

Álbuns de comédia
- MARON, Marc. Not Sold Out. [Minneapolis, MN]: Stand Up Records, 2002.
- MARON, Marc. Tickets Still Available. [Richland, MN]: Levante-se! Registros, 2006.
- MARON, Marc. Final Engagement. [Minneapolis, MN. ]: Ficar de pé! Registros, 2009.
- MARON, Marc. This Has to Be Funny. [Nova Iorque? ]: Comedy Central Records, 2011.
- Maron, Marc, Lance Bangs e Kathy Welch. Thinky pain. [Burbank, CA]: New Wave Dynamics, 2013.
- Maron, Marc, Too Real [Minneapolis, MN]: [67] 800 Pound Gorilla Records, 2018

Especiais de Comédia
- Comedy Central Presents Nova Iorque: 1998[68] (Temporada 1, Episódio 2)
- Comedy Central Presents (2007)[69] (Temporada 11, Episódio 1)
- HBO Comedy Half-Hour (1995)[70] (Temporada 2, Episódio 5)
- Thinky Pain (2013)[71]
- More Later (2015)[72]
- Too Real (2017)[67][73]
- End Times Fun (2020)[74]
- From Bleak to Dark (2023)[75]

Podcasts
- WTF com Marc Maron

## Filmografia
| Ano  | Título                                   | Créditos                                 | Papel                     |
| ---- | ---------------------------------------- | ---------------------------------------- | ------------------------- |
| 1990 | Caesar's Salad                           | Compositor                               | -                         |
| 1994 | A Hora dos Campeões 2                    | Ator                                     | Manobrista (cena apagada) |
| 1997 | Who´s the Caboose?                       | Ator                                     | Comediante                |
| 1999 | Los Enchiladas!                          | Ator                                     | Devin                     |
| 2000 | Quase Famosos                            | Ator                                     | Promotor Furioso          |
| 2002 | Stalker Guilt Syndrome                   | Ator                                     | Marc                      |
| 2008 | A Bad Situationist                       | Ator                                     | Mikel                     |
| 2012 | Sleepwalk with Me                        | Ator                                     | Marc Mulheren             |
| 2012 | G. Redford Considers                     | Ator (voz), Produtor                     | G. Redford (voz)          |
| 2012 | All Wifed Out                            | Ator                                     | Stan                      |
| 2013 | Bob Dylan: Like a Rolling Stone          | Ator                                     | Próprio                   |
| 2013 | Marc Maron: Thinky Pain                  | Escritor, produtor (especial de comédia) | -                         |
| 2015 | Flock of Dudes                           | Ator                                     | Richtman                  |
| 2015 | Frank and Cindy                          | Ator                                     | Gilbert                   |
| 2015 | Marc Maron: More Later                   | Escritor, produtor (especial de comédia) | -                         |
| 2016 | Get a Job                                | Ator                                     | Gerente de Hotel          |
| 2016 | Mulheres Procuram-se Para Ir a Casamento | Ator                                     | Randy                     |
| 2017 | Marc Maron: Too Real                     | Escritor, produtor (especial de comédia) | -                         |
| 2019 | Sword of Trust                           | Ator                                     | Mel                       |
| 2019 | Joker                                    | Ator                                     | Gene Ufland               |
| 2020 | Marc Maron: End Times Fun                | Escritor, produtor (especial de comédia) | -                         |
| 2020 | Valor da Vida                            | Ator                                     | Bart Cuthbert             |
| 2020 | Spenser: Confidencial                    | Ator                                     | Wayne Cosgrove            |
| 2020 | Stardust - O Nascer de Uma Estrela       | Ator                                     | Ron Oberman               |
| 2021 | Respect                                  | Ator                                     | Jerry Wexler              |
| 2022 | Para Leslie                              | Ator                                     | Sweeney                   |
| 2022 | Os Mauzões                               | Ator (voz)                               | Mr. Snake (voz)           |
| 2022 | DC Liga dos Super-Pets                   | Ator (voz)                               | Lex Luthor (voz)          |
| 2023 | Marc Maron: From Bleak to Dark           | Escritor, produtor (especial de comédia) | -                         |

| Ano       | Título                           | Créditos                             | Papel                    |
| --------- | -------------------------------- | ------------------------------------ | ------------------------ |
| 1993      | Short Attention Span Theater     | Apresentador                         | -                        |
| 1996      | Dr. Katz, Terapeuta Profissional | Ator (voz), escritor                 | Marc (voz)               |
| 2002      | Never Mind the Buzzcocks         | Apresentador                         |                          |
| 2004      | Pilot Season                     | Ator                                 | Marc Victor              |
| 2010-2011 | The Life and Times of Tim        | Ator (voz)                           | Vários (voz)             |
| 2012      | Metalocalypse                    | Ator                                 | Magnus Hammersmith (voz) |
| 2012      | Hora de Aventuras                | Ator (voz)                           | Esquilo (voz)            |
| 2012-2014 | Louie                            | Ator                                 | Próprio                  |
| 2013-2016 | Maron                            | Ator, escritor, produtor, realizador | Marc Maron               |
| 2015      | Girls                            | Ator                                 | Ted Duffield             |
| 2015-2016 | Harvey Beaks                     | Ator (voz)                           | Randl (voz)              |
| 2016      | Animals                          | Ator (voz)                           | Marc (voz)               |
| 2016      | Roadies                          | Ator                                 | Próprio                  |
| 2016-2019 | Easy                             | Ator                                 | Jacob                    |
| 2017-2019 | GLOW                             | Ator                                 | Sam Sylvia               |
| 2017      | Penn Zero: Part-Time Hero        | Ator (voz)                           | Piv (voz)                |
| 2019      | Os Simpsons                      | Ator (voz)                           | Próprio (voz)            |
| 2022      | Reservation Dogs                 | Ator                                 | Gene                     |

| Ano  | Título                                            | Papel            |
| ---- | ------------------------------------------------- | ---------------- |
| 2022 | DC Liga dos Super-Pets: Aventuras de Krypto e Ace | Lex Luthor (voz) |

| Ano  | Título               | Artista(s) | Ref.   |
| ---- | -------------------- | ---------- | ------ |
| 2012 | Sensitive Man        | Nick Lowe  |        |
| 2013 | Like a Rolling Stone | Bob Dylan  | [ 76 ] |

## Distinções
Em 2022, o episódio do podcast "WTF" de Maron com Robin Williams, gravado a 26 de abril de 2010, foi selecionado pela Biblioteca do Congresso para preservação no Registro Nacional de Gravações dos Estados Unidos, sendo considerado "culturalmente, historicamente ou esteticamente significativo".
| Ano                                       | Prémio                                    | Categoria                                  | Obra               | Resultado |
| ----------------------------------------- | ----------------------------------------- | ------------------------------------------ | ------------------ | --------- |
| 2018                                      | Gold Derby Awards                         | Ator Secundário - Comédia                  | GLOW               | Nomeado   |
| 2018                                      | Gold Derby Awards                         | Elenco do Ano                              | GLOW               | Nomeado   |
| 2018                                      | Broadcast Film Critics Association Awards | Melhor Ator Secundário em Série de Comédia | GLOW               | Nomeado   |
| 2018                                      | Screen Actors Guild Awards                | Melhor Ator em Série de Comédia            | GLOW               | Nomeado   |
| 2018                                      | Screen Actors Guild Awards                | Melhor Elenco em Série de Comédia          | GLOW               | Nomeado   |
| 2019                                      | Screen Actors Guild Awards                |                                            | GLOW               | Nomeado   |
| Festival Internacional de Cinema de Gijón | Melhor Ator                               | Sword of Truth                             | Vencedor           |           |
| 2021                                      | Critics' Choice Television Awards         | Melhor Especial de Comédia                 | End Times Fun      | Nomeado   |
| 2021                                      | Governors Award da Podcast Academy        | Excelência em Áudio                        | WTF com Marc Maron | Vencedor  |